# N10 (Niger)
Die N10 oder RN10 ist eine hochrangige Straße vom Typ Nationalstraße (französisch route nationale) in der Region Zinder in Niger.

## Verlauf und Charakteristik
Die N10 ist insgesamt 69,8 Kilometer lang. Sie beginnt in der Stadt Takeita als Abzweigung von der N1. Sie führt durch den Gemeindehauptort Kantché, wo links die Route 741 nach Ichirnawa und die Route 742 nach Kawari abzweigen. In der Stadt Matamèye zweigen links die zur N11 führende Landstraße RR7-004 und die Landstraße RR7-001 nach Kafin Baka ab. Danach verläuft die N10 durch die Gemeindehauptorte Tsaouni und Dan-Barto. Sie quert das Trockental Goulbi May Farou und endet nach dem Dorf Maïmoujia an der Staatsgrenze zu Nigeria, mit einem Anschluss an die A2.
Die N10 ist durchgängig asphaltiert.